# Steve Lukather
Steve "Luke" Lukather (San Fernando Valley (Los Angeles), 21 oktober 1957) is een Amerikaans muzikant. Hij is gitarist, zanger, arrangeur en producer bij de band Toto, sessiemuzikant op meer dan 1500 albums en hij heeft daarnaast een solocarrière sinds 1989.

## Biografie
Steve Lukather toonde reeds op jonge leeftijd belangstelling voor muziek. Toen hij zeven jaar oud was, kreeg hij van zijn vader een akoestische gitaar en het album Meet The Beatles. Geïnspireerd door de muziek van de Britse band leerde Lukather zichzelf gitaarspelen.
Op de middelbare school ontmoette hij de broers Jeff en Steve Porcaro. Ook David Paich leerde hij op school kennen. De oudere en muzikaal meer ervaren Porcaro zou de jonge Lukather onder zijn vleugels nemen.
In 1976 werd Steve Lukather samen met Bobby Kimball en David Hungate uitgenodigd door Paich en Porcaro om lid te worden van hun nieuwe band Toto. Ondertussen verwierf Lukather ook een stevige reputatie als een bekwaam sessie- en studiomuzikant. In 1977 bracht Toto hun eerste album uit, dat meteen een hit werd en het begin vormde van een carrière van meer dan dertig jaar.
1982 was een succesvol jaar voor Lukather toen hij samen met een paar andere leden van Toto gevraagd werd om mee te werken aan het nieuwe album van Michael Jackson, Thriller. Dit album zou het meest verkochte ooit worden, met meer dan 50 miljoen exemplaren. De band Toto had datzelfde jaar ook twee grote hits met Rosanna en Africa, afkomstig van het met Grammy Awards overladen album "Toto IV".
In 1989 bracht Lukather zijn eerste soloalbum uit, met als titel Lukather en datzelfde jaar verscheen ook het album Los Lobotomys. Dit album kwam tot stand als een samenwerking van verschillende topmuzikanten die gewoon eens wilden samenspelen.
In 1991 werd Steve Lukather zanger van Toto. De dood van zijn vriend en medebandlid Jeff Porcaro in 1992, had grote invloed op Lukather. Hierdoor werd zijn muziek diepzinniger en meer beschouwend.
In 2001 ging Lukather in Japan op tournee met jazzgitarist Larry Carlton. Van deze tournee werd in datzelfde jaar een livealbum uitgebracht onder de titel No Substitutions. Lukather en Carlton kregen in 2002 een Grammy Award voor deze plaat.
Begin 2006 verscheen het studioalbum van Toto, Falling in Between. Het laatste studioalbum, Toto XIV, werd geproduceerd in 2015.
Na een tournee met Toto begon Lukather weer te werken aan zijn solocarrière. Het album Ever Changing Times kwam in februari 2008 uit. De solotournee begon in juni 2008 en bracht Lukather op 8 juli naar Paradiso in Amsterdam en het daaropvolgende weekend stond hij op Bospop in Weert (13 juli).
In juli 2009 kwam Lukather voor het vervolg van de "Ever Changing Times Tour" wederom naar Europa. Op 17 juli stond hij in het Patronaat in Haarlem.
Op 5 juni 2008 kondigde Lukather zijn vertrek aan, omdat hij na 31 jaar niet meer als enige lid van de oorspronkelijke bezetting wilde doorspelen. Hij richtte zich daarna volledig op zijn solocarrière. Niettemin besloot Toto in 2010 weer te gaan toeren (in Europa), om geld in te zamelen voor Mike Porcaro, die aan de ziekte ALS leed. In de zomer van 2011 werd de tournee voortgezet in Europa en Japan.
In de herfst van 2009 en het voorjaar van 2010 werkte Lukather aan zijn zesde soloalbum, All's Well That Ends Well, dat in het najaar van 2010 uitkwam onder het Mascot Records-label. Hij begon de bijbehorende wereldtournee in 2010 in Europa en gaf daar in 2011 een flink vervolg aan.
Op 3 april 2010 kreeg hij in Vlissingen de 5e Eddy Christiani Award uitgereikt (in 2011 was de prijs voor Brian May). Dit is een initiatief van Poppunt Zeeland en wordt elk jaar uitgereikt aan een gitarist die zijn sporen verdiend heeft in de internationale popindustrie en een belangrijke bijdrage heeft geleverd aan de ontwikkeling van de elektrische gitaar in de muziekindustrie.
In 2012 speelde Lukather met Steve Vai en Joe Satriani in Nieuw-Zeeland en Australië. In Europa ging G3 verder met Steve Morse, aangezien Lukather met Ringo Starr en zijn All Star Band enkele concerten in Amerika gaf.
In 2013 bracht Lukather het album Transition uit, gevolgd door een korte tournee langs poppodia in Europa.

## Discografie

### Albums
| Album met eventuele hitnotering(en) in de Nederlandse Album Top 100 | Datum van verschijnen | Datum van binnenkomst | Hoogste positie | Aantal weken | Opmerkingen       |
| ------------------------------------------------------------------- | --------------------- | --------------------- | --------------- | ------------ | ----------------- |
| Steve Lukather                                                      | 1989                  | 02-09-1989            | 30              | 9            |                   |
| Los lobotomys                                                       | 1989                  | -                     |                 |              |                   |
| Candyman                                                            | 1994                  | 16-04-1994            | 42              | 6            |                   |
| Luke                                                                | 1997                  | -                     |                 |              |                   |
| No substitutions                                                    | 2001                  | -                     |                 |              | met Larry Carlton |
| Santamental                                                         | 2003                  | -                     |                 |              |                   |
| El grupo Live                                                       | 2005                  | -                     |                 |              |                   |
| Santamental                                                         | 2005                  | -                     |                 |              |                   |
| Ever changing times                                                 | 20-02-2008            | 01-03-2008            | 39              | 4            |                   |
| All's well that ends well                                           | 08-10-2010            | 23-10-2010            | 35              | 2            |                   |
| Transition                                                          | 21-01-2013            | 26-01-2013            | 26              | 1*           |                   |

| Single met hitnotering(en) in de Vlaamse Ultratop 50 | Datum van verschijnen | Datum van binnenkomst | Hoogste positie | Aantal weken | Opmerkingen |
| ---------------------------------------------------- | --------------------- | --------------------- | --------------- | ------------ | ----------- |
| Transition                                           | 2013                  | 02-02-2013            | 123             | 1*           |             |

- Biblioteca Nacional de España: XX941293
- Bibliothèque nationale de France: cb13940675h (data)
- Gemeinsame Normdatei: 134449606
- International Standard Name Identifier: 0000 0001 1511 7429
- Library of Congress Control Number: n90705384
- MusicBrainz: bd268536-b428-4e8f-b358-77b0622b62ff
- Nationale Bibliotheek van Tsjechië: ola2002152359
- Nationale Bibliotheek van Polen: a0000003415227
- Nederlandse Thesaurus van Auteursnamen: 070756821
- Virtual International Authority File: 84965173
- WorldCat: E39PBJjtcF9MMwwjMqqdhdp773